# Riccardo Dei Rossi
Riccardo Dei Rossi   (Trieste, 6 de febrer de 1969) és un remer italià, ja retirat, que va competir durant les dècades de 1980 i 1990.
Durant la seva carrera esportiva va prendre part en tres edicions dels Jocs Olímpics d'Estiu, el 1992, 1996 i 2000. El millor resultat el va obtenir el 2000, a Sydney, on va guanyar la medalla de plata en la prova del quatre sense timoner. A Barcelona, el 1992, fou vuitè, i a Atlanta, el 1996, cinquè en la mateixa prova.
En el seu palmarès també destaquen quatre medalles al Campionat del Món de rem, dues d'or i dues de bronze, entre les edicions de 1994 i 1999, així com dues medalles de plata als Jocs del Mediterrani, el 1993 i 1997.
El 2000 va rebre l'Orde al Mèrit de la República Italiana.